# اتحادیه تجارت آزاد آمریکای لاتین

Latin American Free Trade Association

اتحادیه تجارت آزاد آمریکای لاتین به تشویق کمیسیون اقتصادی سازمان ملل متحد برای آمریکا لاتین و بر اساس معاهده ای که در فوریه ۱۹۶۰ در مونته ویدئو (اروگوئه) به امضا رسید، تشکیل شد. این اتحادیه در ابتدا هفت عضو داشت و بعدها با افزایش اعضا تعداد آن به ۱۱ کشور افزایش یافت، این اتحادیه متشکل از ۱۱ کشور اروگوئه، برزیل، آرژانتین، پاراگوئه، پرو، شیلی، مکزیک، کلمبیا، اکوادور، ونزوئلا و بولیوی می‌باشد. لازم است ذکر شود که در اواخر دهه ۱۹۶۰، منطقه اتحادیه تجارت آزاد آمریکای لاتین جمعیتی حدود ۲۲۰ میلیون نفر و حجم مبادلات سالانه حدود ۹۰ میلیارد دلار را در خود جای داده بود.
امضا کنندگان اتحادیه امیدوار بودند که در آمریکای لاتین یک بازار مشترک ایجاد کرده و کاهش تعرفه‌ها را در میان اعضا ترویج نمایند.
معاهده مونته ویدئو تفاوت‌های اقتصادی دولت‌های عضو را در نظر داشته و قیودی به نام قیود تأمین پیش‌بینی کرده‌است. قیود تأمین در واقع به این معنی است که چنانچه کشوری با مشکلات اقتصادی خصوصاً کسری موازنه پرداخت مواجه شد، بتواند با کسب موافقت سایر اعضا، مقررات مربوط به تجارت آزاد را به‌طور موقت به حالت تعلیق در بیاورد. همچنین بر اساس این معاهده کاهش تدریجی موانع تجاری میان کشورهای عضو را مورد توجه قرار گرفت، هدف این بود که تا سال ۱۹۷۳ موانع تجاری به‌طور کامل آزاد شود.
در کنفرانس ۱۹۶۹ کاراکاس اعضای اتحادیه بسیاری از مقررات معاهده مونته ویدئو را تغییر داده و ایجاد منطقه آزاد را که قرار بود در ۱۹۷۲ عملی شود به ۱۹۸۰ کشورهای بزرگ (برزیل، آرژانتین و مکزیک) از یک طرف و سایر کشورها که فاقد بازار گسترده هستند(کلمبیا، اکوادور، پاراگوئه و اروگوئه) از طرف دیگر، می‌باشد.
پس از این که تلاش کشورهای منطقه آمریکا لاتین برای ایجاد منطقه تجارت آزاد بدون ثمر ماند، کشورهای مزبور در اوت ۱۹۸۰ تصمیم به ایجاد اتحادیه اقتصادی گرفتند. هدف از ایجاد این اتحادیه به‌وجود آوردن معافیت‌های گمرکی دوجانبه یا چندجانبه محدود مانده‌است. این اتحادیه از ادغام سه اتحادیه کوچک‌تر تشکیل شده‌است:
1. اتحادیه کشورهای کمتر توسعه یافته (اکوادور، پاراگوئه)
2. اتحادیه کشورهای نسبتاً توسعه یافته (کلمبیا، شیلی، پرو، اروگوئه و ونزوئلا)
3. و بالاخره کشورهای توسعه یافته (مکزیک، آرژانتین و برزیل)

در سال ۱۹۸۰، اتحادیه تجارت آزاد آمریکای لاتین به انجمن ادغام آمریکای لاتین تبدیل شد.
هدف اتحادیه تجارت آزاد آمریکای لاتین ایجاد یک منطقه آزاد تجاری در آمریکای لاتین است. این هدف باید تجارت منطقه ای متقابل بین کشورهای عضو و همچنین ایالات متحده و اتحادیه اروپا را تقویت کند. برای دستیابی به این اهداف، نهادهای زیر پیش‌بینی شده‌است:
- شورای وزیران خارجه
- کنفرانس شامل تمام کشورهای عضو
- یک شورای دائمی

اتحادیه تجارت آزاد آمریکای لاتین بسیاری از تغییرات مثبت و نوآورانه را به کشورهای عضو و منطقه آمریکای لاتین به ارمغان آورد. با استفاده از اتحادیه تجارت آزاد آمریکای لاتین، ظرفیت‌های تولیدی موجود در اعضا، می‌تواند به‌صورت کامل نیازهای تجاری اعضا را برطرف نماید، همچنین صنایع گسترش یافته و سرمایه گذاریها در این منطقه افزایش یابد.
یکی از مهم‌ترین مشکلات اتحادیه وجود کشورهایی با قدرت اقتصادی نابرابر و نامتوازن در اتحادیه است (تقسیم‌بندی کشورهای کمتر توسعه یافته، نسبتاً توسعه یافته و توسعه یافته که در فوق بدان اشاره شد)
| کشورهای عضو | جمعیت       | مساحت         | پایتخت      |
| ----------- | ----------- | ------------- | ----------- |
| آرژانتین    | ۴۰٬۱۱۷٬۰۹۶  | ۱٬۰۸۴٬۳۸۶ km² | بوئنوس آیرس |
| اروگوئه     | ۳٬۴۲۴٬۵۹۵   | ۱۴۲٬۱۶۶ km²   | مونته‌ویدئو  |
| پاراگوئه    | ۷٬۰۳۰٬۹۱۷   | km²۱۵۷٬۰۴۸    | آسونسیون    |
| برزیل       | ۱۹۰٬۷۳۲٬۶۹۴ | ۳٬۶۶۰٬۹۵۵ km² | برازیلیا    |
| شیلی        | ۱۷٬۰۹۴٬۲۷۵  | ۳٬۶۸۱٬۹۸۹ km² | سانتیاگو    |
| مکزیک       | ۱۱۲٬۳۲۲٬۷۵۷ | ۳٬۱۷۷٬۵۹۳ km² | مکزیکوسیتی  |
| کلمبیا      | ۴۵٬۶۵۶٬۹۳۷  | ۸۱۷٬۸۱۶ km²   | بوگوتا      |
| اکوادور     | ۱۴٬۳۰۶٬۸۷۶  | ۱٬۰۷۲٬۵۳۳ km² | کیتو        |
| ونزوئلا     | ۳۰٬۱۰۲٬۳۸۲  | ۸۶۰٬۰۰۰ km²   | کاراکاس     |
| پرو         | ۲۹٬۸۸۵٬۳۴۰  | ۹۰۶٬۴۵۴ km²   | لیما        |
| بولیوی      | ۱۰٬۴۲۶٬۱۶۰  | km۲۸٬۴۰٬۰۰۰   | لاپاز       |